# Exocentrus cudraniae
Exocentrus cudraniae es una especie de escarabajo longicornio del género Exocentrus, subfamilia Lamiinae. Fue descrita científicamente por Fisher en 1932.
Se distribuye por India y Nepal. Mide 3,3-5,4 milímetros de longitud. El período de vuelo ocurre en los meses de mayo, junio, julio y agosto.